# François-Joseph Talma
François-Joseph Talma (Paris, 15 de janeiro de 1763 — 19 de Outubro de 1826) foi o mais prestigioso ator francês de sua época, sucedendo a Lekain.
Em 1776, vai para a Inglaterra ao encontro do pai que se tornou dentista em Londres. Porém seu futuro será na verdade influenciado mais pela descoberta do Teatro Elisabetano que pela profissão paterna. Na Inglaterra, apresenta-se como amador. Ao voltar para a França, em 1785, estabelece-se por algum tempo ainda como dentista.
Com a fundação da "École Royale de Déclamation" ("Escola Real de Declamação", em português), Talma abandona a profissão de dentista e aí se inscreve. Estréia na Comédie-Française em 1787 com as peças "Brutus" e "A Morte de Cesar" de Voltaire. À época do início da Revolução Francesa, Talma dá vida a "Carlos IX" de Marie-Joseph Chénier, que é um grande sucesso de público, porém a Igreja faz interditar a peça em sua 33ª apresentação. Em 21 de Julho de 1790 a obra é encenada mesmo com a interdição. A companhia da Comédie-Française divide-se então entre os "revolucionários" e os outros associados que se recusam a encenar com Talma. Ele engaja-se cada vez mais politicamente, não possui grandes afinidades com Robespierre mas liga-se por laços de amizade com um jovem militar : Napoleão Bonaparte. É expulso da Comédie-Française em 1791 e vai refugiar-se em um novo teatro da Rua Richelieu. A sala de espetáculos logo recebe o nome de "Teatro da República" e quando os membros da Comédie-Française são presos em Setembro de 1793, Talma é acusado de ter conspirado contra seus antigos colegas.

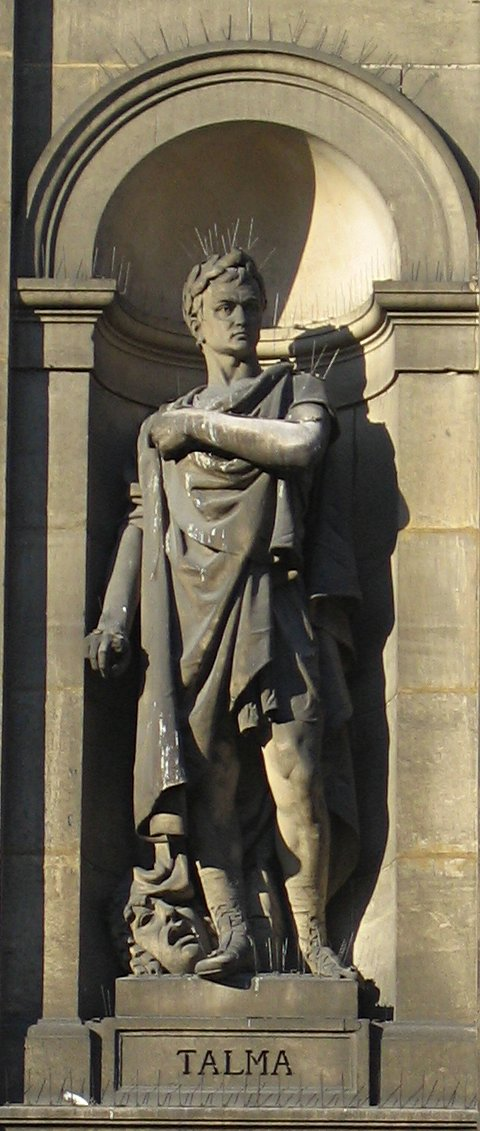
Estátua de Talma no Hôtel de Ville (Paris)

Reintegrado ao seio da Comédie-Française em 1799 torna-se oficialmente « o ator preferido de Napoleão », notadamente graças a sua interpretação na peça de Corneille "Cinna", muito apreciada pelo Imperador. Em 1799, o Teatro da Rua Richelieu torna-se a única sala do Théâtre-Français. A primeira apresentação na reabertura : "O Cid", de Corneille, com Talma no papel de Rodrigo de Bivar. Em 1806, é nomeado professor do "Conservatório Nacional Superior de Arte Dramática de Paris". Em 1812 tem uma ligação com Pauline Bonaparte. 
Os críticos são unânimes com relação a seu imenso talento. Talma inova também no campo das vestimentas ; encarnando Proculus por exemplo (em "Brutus" de Voltaire), veste-se como romano : toga, coturnos « de época » e, o que mais choca : braços e pernas nuas ! Propõe interpretar os personagens vestidos de acordo com seu tempo e não segundo a moda contemporânea. Reforma totalmente a essência dos trajes com os conselhos do pintor David. Pioneiro de uma revolução estética, adapta a revolução política à suas idéias teatrais. Aparece em cena sem peruca, sem declamar versos trágicos ; atropela as convenções do espetáculo trágico de tal maneira que a tragédia se direciona para um outro estilo : o drama histórico e político. Pode-se notar seu sucesso em Dezembro de 1821, na tragédia "Sila" de Étienne de Jouy, onde seu físico, aliado a uma peruca apropriada, permite-lhe "fazer reviver" Napoleão que vinha de se apagar alguns meses antes. 
Um ano antes de sua morte, Talma redigiu sua visão revolucionária do Teatro em sua "Memória sobre Lekain e sobre a Arte Dramática". Paris em peso assitiu a seu funeral, sem cerimônia religiosa, em 21 de Outubro de 1826. Gérard de Nerval compos uma elegia intitulada "A Morte de Talma". Alexandre Dumas reuniu os papéis do ator e fez publicar as "Memórias de J.-F. Talma, escritas por ele mesmo" em 1850.
Talma foi amigo fiel de Louise Desgarcins, a quem fez entrar no Conservatório. Casou-se com Charlotte Vanhove, atriz e filha de atores. Seu túmulo localiza-se no Père Lachaise.